# 新娘出門
新娘出門是指漢字文化圈傳統婚禮中新娘離開娘家，前往男家的過程。由於自宋代起新娘多坐花轎前往男家，因此又稱上轎。新娘出門要完成一系列婚俗礼仪。現代新娘多乘搭汽車前往男家，但不少出門習俗依然保留。在完成新娘出門前的一系列儀式後，新娘才可以出門。